# Киргистан на Светском првенству у атлетици у дворани 1999.
Киргистан је учествовао на 7. Светском првенству у атлетици у дворани 1999. одржаном у Маебашију од 5. до 7. марта. 
У његовом четвртом учешћу на светским првенствима у дворани Киргистан је представљала једна атлетичаркаа, која се такмичила у трци на 60 метара. 
Атлетичарка Киргистана није освојила медаљу, али је оборила национални рекорд.

## Учесници
Жене:
- Јелена Бобровска — 60 м

## Резултати

### Жене
| Атлетичарка      | Дисциплина | Лични рекорд | Квалификација | Квалификација | Полуфинале            | Полуфинале            | Финале                | Финале       | Детаљи |
| Атлетичарка      | Дисциплина | Лични рекорд | Резултат      | Место         | Резултат              | Место                 | Резултат              | Место        | Детаљи |
| ---------------- | ---------- | ------------ | ------------- | ------------- | --------------------- | --------------------- | --------------------- | ------------ | ------ |
| Јелена Бобровска | 60 м       | 7,66         | 7,64 НРд      | 8. у гр. 1    | Није се квалификовала | Није се квалификовала | Није се квалификовала | 30 / 31 (32) |        |